# Phân hủy hóa học
Phân hủy hóa học là sự phân hủy của một thực thể duy nhất (phân tử bình thường, trung gian phản ứng, v.v.) thành hai hoặc nhiều mảnh. Phân hủy hóa học thường được coi và được định nghĩa là trái ngược hoàn toàn với tổng hợp hóa học. Nói tóm lại, phản ứng hóa học trong đó hai hoặc nhiều sản phẩm được hình thành từ một chất phản ứng duy nhất được gọi là phản ứng phân hủy.
Các chi tiết của một quá trình phân hủy không phải lúc nào cũng được xác định rõ nhưng một số quy trình có thể hiểu được; cần rất nhiều năng lượng để phá vỡ các liên kết. Vì tất cả các phản ứng phân hủy phá vỡ các liên kết giữ thực thể lại với nhau để tạo thành các phần cơ bản đơn giản hơn của nó, các phản ứng sẽ đòi hỏi một số dạng năng lượng này ở các mức độ khác nhau. Do quy tắc cơ bản này, người ta biết rằng hầu hết các phản ứng này là phản ứng thu nhiệt mặc dù các trường hợp ngoại lệ vẫn tồn tại.
Tính ổn định của hợp chất hóa học cuối cùng bị hạn chế khi tiếp xúc với các điều kiện môi trường khắc nghiệt như nhiệt độ, bức xạ, độ ẩm hoặc độ axit của dung môi. Bởi vì sự phân hủy hóa học này thường là một phản ứng hóa học không mong muốn. Tuy nhiên, phân hủy hóa học đang được sử dụng theo nhiều cách.
Ví dụ, phương pháp này được sử dụng cho một số kỹ thuật phân tích, đáng chú ý là phép đo phổ khối, phân tích trọng lực truyền thống và phân tích bằng phương pháp đo nhiệt. Ngoài ra các phản ứng phân hủy được sử dụng ngày nay vì một số lý do khác trong việc sản xuất nhiều loại sản phẩm. Một trong số đó là phản ứng phân hủy nổ của natri azide [(NaN3)2] thành khí nitơ (N2) và natri (Na). Chính quá trình này cung cấp năng lượng cho các túi khí cứu sinh có mặt trong hầu hết các loại ô tô ngày nay.
Phản ứng phân hủy nói chung có thể được phân thành ba loại; phản ứng phân hủy nhiệt, điện phân và quang điện.